# 7 Brygada Kawalerii (austro-węgierska)
7 Brygada Kawalerii (7. Kavalleriebrigade, 7. Cav.-Brig., 7. KBrig.) – brygada kawalerii cesarskiej i królewskiej Armii.

## Historia brygady
W 1876 roku Brygada Kawalerii w Timișoarze (węg. Temesvár) została wyłączona ze składu XXXIV Dywizji Piechoty, przemianowana na 7 Brygadę Kawalerii, usamodzielniona i podporządkowana komendantowi wojskowego w Timișoarze.
Od 1 stycznia 1883 roku brygada była podporządkowana bezpośrednio komendantowi 7 Korpusu. Komenda brygady nadal stacjonowała w Timișoarze.
W latach 1889–1891 w skład brygady wchodził:
- Pułk Huzarów Nr 1,
- Pułk Huzarów Nr 15[3].

W latach 1891–1897 w skład brygady wchodził:
- Pułk Huzarów Nr 3,
- Pułk Huzarów Nr 15[4][5].

W latach 1897–1904 w skład brygady wchodził:
- Pułk Huzarów Nr 3,
- Pułk Huzarów Nr 7[6][7].

W latach 1904–1914 w skład brygady wchodził:
- Pułk Huzarów Nr 7,
- Pułk Huzarów Nr 12[8][9].

W 1908 roku komendantowi brygady został podporządkowany Dywizjon Artylerii Konnej Nr 7, który pod względem wyszkolenia podlegał komendantowi 7 Brygady Artylerii Polowej.
W 1909 roku brygada została włączona do składu nowo utworzonej Dywizji Kawalerii Temeszwar, która w 1912 roku został przemianowana na 1 Dywizję Kawalerii. Dywizjon Artylerii Konnej Nr 7 został wyłączony ze składu brygady i podporządkowany bezpośrednio komendantowi dywizji.
W sierpniu 1914 roku, po przeprowadzonej mobilizacji, w skład brygady wchodził:
- Pułk Huzarów Nr 7 (6 szwadronów)
- Pułk Huzarów Nr 12 (4 szwadrony)
- Oddział ckm[12].

## Komendanci brygady
- GM Adolph Schwarz von Brünnau (1873 – 1 XI 1875 → stan spoczynku w stopniu tytularnego FML[13])
- płk Paul Metternich (1875 – 1876 → komendant 5 Brygady Kawalerii[14])
- płk Karl Beales (1876[15] – 1 XI 1877 → stan spoczynku w stopniu tytularnego GM[16])
- płk / GM Ferdinand von Meyszner (1877 – 1881 → komendant 12 Brygady Kawalerii)
- GM Alois Pokorny (1881 – 1883 → komendant 9 Brygady Kawalerii)
- GM Emil von Varga (1883 – 1 X 1888 → stan spoczynku w stopniu tytularnego FML[17])
- GM Karl Johann Zaitsek von Egbell (1888 – 1892 → komendant 21 Brygady Kawalerii)
- płk / GM Ferdinand von Weiss (1892 – 1894 → komendant 10 Brygady Kawalerii)
- GM Joseph Nechwalsky von Csókakö (1894[4] – 1 VI 1898 → stan spoczynku w stopniu tytularnego FML[18])
- płk / GM Emil Rieger (1898 – 1903 → komendant 10 Dywizji Piechoty)
- płk / GM Ernst Weiss von Vértes (1903[7] – 1907 → generał przydzielony komendantowi 4 Korpusu)
- płk / GM Heinrich Matić von Dravodol (1907 – 1 IX 1911 → stan spoczynku[19])
- płk / GM Julius Rainer von Lindenbüchl (1911 – 1 VIII 1913 → stan spoczynku[20])
- GM Johann Schilling (1913 – 1914[9])
- płk / GM Johann Pollet von Polltheim (1916 – 1917 → komendant 1 Dywizji Kawalerii)
- płk Johann Radey (1918)